# Bogdan Gonsior
Bogdan Kazimierz Gonsior (Chorzów, 16 febbraio 1937) è un ex schermidore polacco, vincitore di una medaglia di bronzo nella scherma ai giochi olimpici.